# Конрадово (Всховський повіт)
Конрадово (пол. Konradowo) — село в Польщі, у гміні Всхова Всховського повіту Любуського воєводства.
Населення — 798 осіб (2011).
У 1975-1998 роках село належало до Лешненського воєводства.

## Демографія
Демографічна структура станом на 31 березня 2011 року:
|          | Загалом | Допрацездатний вік | Працездатний вік | Постпрацездатний вік |
| -------- | ------- | ------------------ | ---------------- | -------------------- |
| Чоловіки | 399     | 75                 | 292              | 32                   |
| Жінки    | 399     | 107                | 227              | 65                   |
| Разом    | 798     | 182                | 519              | 97                   |